# Mesapamea uniformis
Mesapamea uniformis là một loài bướm đêm trong họ Noctuidae.